# Rhombichthys intoccabilis
Rhombichthys intoccabilis è un pesce osseo estinto, appartenente agli ellimmittiformi. Visse nel Cretacico superiore (Cenomaniano, circa 100 - 95 milioni di anni fa) e i suoi resti fossili sono stati ritrovati in Palestina.

## Descrizione
Questo pesce era di piccole dimensioni e solitamente non superava la lunghezza di 25 centimetri. La caratteristica più saliente di Rhombichthys era data dalla forma del corpo, estremamente profondo e alto. Ciò era dovuto alla presenza di una pinna dorsale molto alta, con i primi raggi estremamente allungati, e soprattutto della presenza di scudi ossei ventrali allungatissimi. Questi scudi (solitamente presenti in forma più ridotta in molti pesci clupeomorfi come aringhe e sardine ma anche gli estinti ellimmittiformi) possedevano ali laterali incredibilmente sviluppate in altezza; gli scudi posteriori, che decrescevano in lunghezza, erano dotati di due spine all'estremità, una inferiore e una posteriore. Erano presenti scudi anche sul dorso appena dopo il cranio, robusti e bassi, articolati fra loro e quasi fusi insieme; questi scudi erano ornamentati da piccole creste vermiformi e dal margine liscio. Gli ultimi scudi dorsali erano a forma di artiglio. La pinna dorsale era estremamente alta nella parte anteriore, per poi bruscamente abbassarsi e decorrere verso la fine del dorso. La pinna caudale era profondamente biforcuta, con due lobi pressoché identici. La bocca era fortemente rivolta verso l'alto, cosicché le fauci erano orientate quasi verticalmente e la bocca si apriva dorsalmente. 

## Classificazione
Rhombichthys intoccabilis venne descritto per la prima volta nel 2010, sulla base di alcuni fossili ben conservati provenienti dalla zona di Ein Yabrud in Cisgiordania (Palestina). I fossili indicano che questo animale era un rappresentante degli ellimmittiformi, un gruppo di pesci tipici del Cretaceo strettamente imparentati con i clupeiformi ma dotati di scudi dorsali e ventrali. In particolare, sembra che Rhombichthys fosse un membro altamente specializzato di questo gruppo, nell'ambito della famiglia Paraclupeidae, che comprendeva altre forme come Paraclupea, Ellimmichthys ed Ellimma.

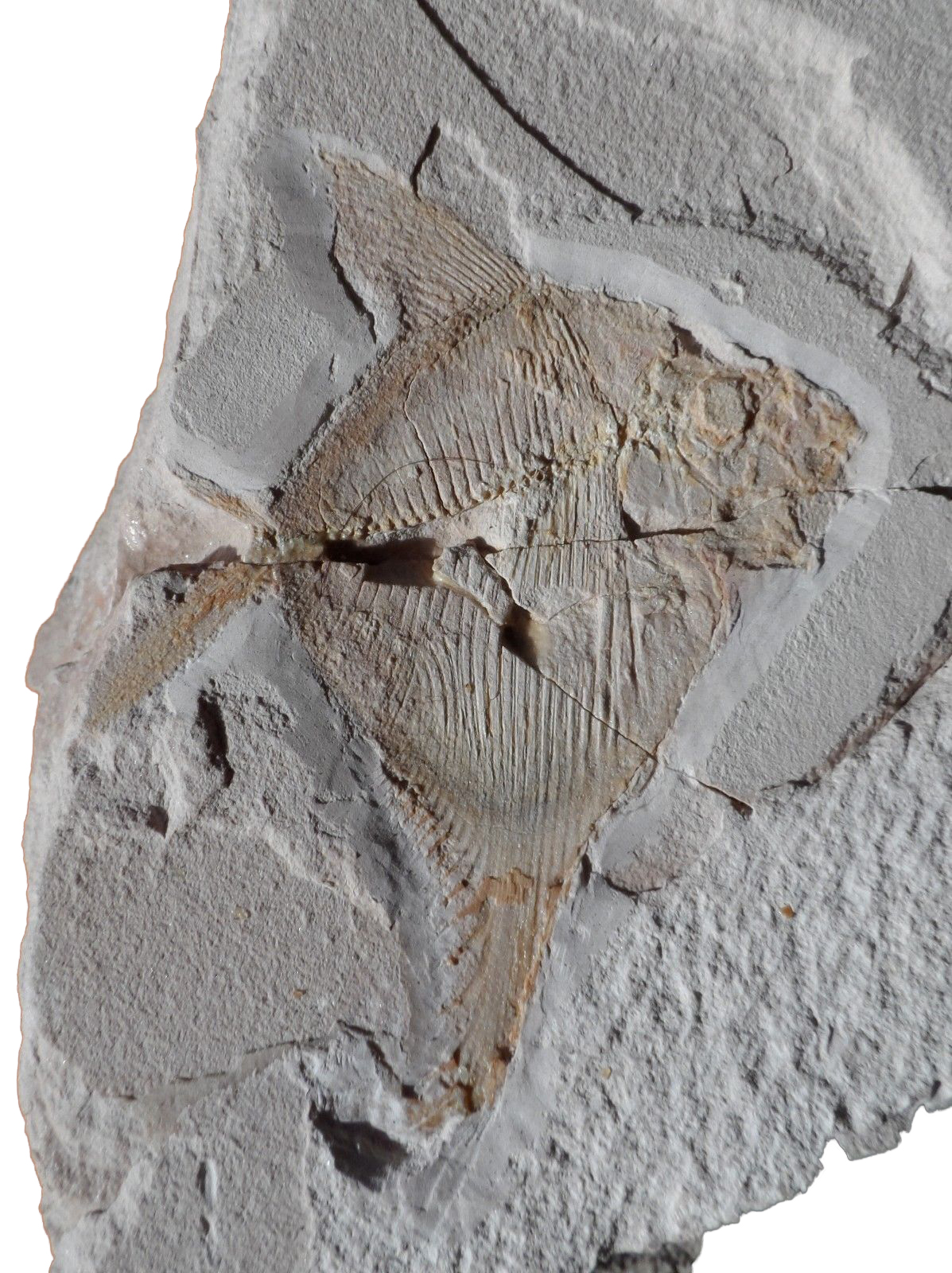
Fossile di Rhombichthys cf. intoccabilis

## Paleobiologia
Alcuni esemplari di Rhombichthys di piccole dimensioni presentano una forma del corpo molto più arrotondata e sostanzialmente priva di scudi ventrali allungati; con tutta probabilità questi erano esemplari giovani, che solo in un secondo momento avrebbero sviluppato la morfologia estrema tipica degli adulti. È probabile che i giovani vivessero in acque più riparate rispetto agli adulti, che si difendevano dai predatori grazie alla loro peculiare morfologia. Rhombichthys viveva in un ambiente marino poco profondo e dalle acque calme, probabilmente vicino a scogliere. Oltre a numerosi pesci, in questo ambiente vivevano anche serpenti acquatici arcaici (Haasiophis, Pachyrhachis) e mosasauroidi basali (Haasiasaurus).